# Sapajus libidinosus
Il cebo striato o cebo barbuto (Sapajus libidinosus (Spix, 1923)) è un primate platirrino della famiglia dei Cebidi.

## Distribuzione e habitat
Con varie sottospecie (Sapajus libidinosus libidinosus, Sapajus libidinosus juruanus, Sapajus libidinosus pallidus, Sapajus libidinosus paraguayanus) questi animali sono diffusi dal Brasile orientale (ad ovest del rio São Francisco) fino all'area di confine fra Argentina (provincia di Misiones) e Paraguay, mentre ad ovest il loro areale si estende fino a gran parte della Bolivia (esclusa la punta settentrionale e l'altopiano andino): una popolazione isolata vive nello stato brasiliano dell'Acre, al confine col Perù.

## Descrizione
Il pelo è color bruno chiaro, con gli avambracci, la coda e la testa neri. La testa presenta due bande brune che partono dagli occhi e terminano ai lati del mento. Sulla fronte il pelo è ispido ed alzato a formare una doppia cresta aV, che raggiunge la sommità del cranio.

## Biologia
La specie ha abitudini diurne ed arboricole: vive in gruppi che contano fino a venti esemplari, che comunicano utilizzando una serie di vocalizzazioni ed espressioni facciali.

Si tratta di una delle specie di platirrine più intelligenti: è soprattutto questa specie a servirsi di utensili, come ad esempio massi per rompere le noci più dure.
La dieta è essenzialmente frugivora, ma questi animali non disdegnano all'occorrenza di integrarla con materiale di origine animale, come insetti e piccoli vertebrati che scovano nel legno marcescente o catturano nelle loro tane fra gli alberi.